# 萨白弧形虫
萨白弧形虫（学名：Sphaeromyxa sabrazesi）为弧形科弧形虫属的动物。分布于法国、意大利、匈牙利、摩纳哥以及湖北等，营寄生生活，寄生在短颌鲚的胆囊。